# Katharine Graham
Katharine "Key" Meyer Graham (Nova Iorque, 16 de junho de 1917 — Boise, 17 de julho de 2001) foi uma editora estadunidense. Durante mais de duas décadas coordenou o The Washington Post e se tornou conhecida pela supervisão na cobertura do caso Watergate, que levou à renúncia do então presidente Richard Nixon. Sua autobiografia, Personal History, venceu o Prêmio Pulitzer em 1998.